# Penna Sant'Andrea
Penna Sant'Andrea là một đô thị và thị xã của Ý. Đô thị này thuộc tỉnh Teramo trong vùng Abruzzo. Penna Sant'Andrea có diện tích 11 km2, dân số theo ước tính năm 2007 của Viện thống kê quốc gia Ý là 1714 người. 
Các đơn vị dân cư: Capsano, Pilone, Val Vomano.
Đô thị Penna Sant'Andrea giáp với các đô thị: Basciano, Castel Castagna, Cermignano, Teramo.